# Melanie Dargel
Melanie Dargel (Euskirchen, 1 de septiembre de 2005) es una deportista alemana que compite en gimnasia rítmica, en la modalidad de conjuntos. Ganó una medalla de bronce en el Campeonato Europeo de Gimnasia Rítmica de 2025, en la prueba de 3 con pelota + 2 con aro.

## Palmarés internacional
| Campeonato Europeo | Campeonato Europeo | Campeonato Europeo | Campeonato Europeo       |
| Año                | Lugar              | Medalla            | Prueba                   |
| ------------------ | ------------------ | ------------------ | ------------------------ |
| 2025               | Tallin (Estonia)   | Medalla de bronce  | 3 con pelota + 2 con aro |